# 長崎県立五島高等学校

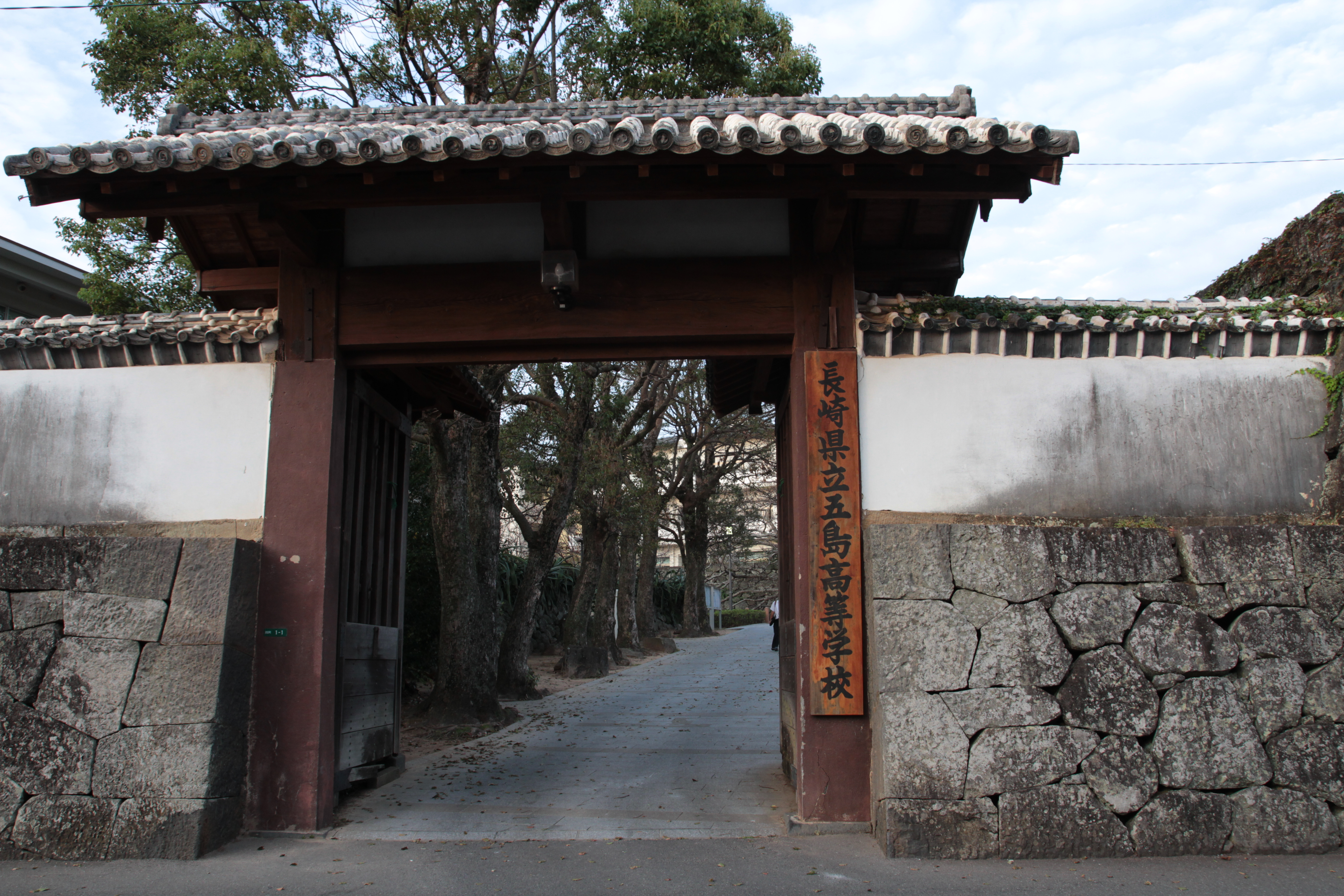
長崎県立五島高等学校校門

長崎県立五島高等学校（ながさきけんりつごとうこうとうがっこう, Nagasaki Prefectural Goto High School）は、長崎県五島市池田町にある県立の高等学校。福江藩の居城であった石田城の本丸跡にある。略称は「五高」（ごこう）。

## 概要
歴史
1900年（明治33年）に長崎県立五島中学校（旧制）として開校し、2010年（平成22年）に創立110周年を迎えた。長崎県立の高等学校の中では、長崎県立島原高等学校と並び、3番目に開校した学校である。
進路指導
全日制課程では補習を早朝（全学年・全学科）と土曜日（石田塾）に実施している。
設置課程・学科（・学区）
全日制課程 2学科
- 普通科
  - 普通コース （五島学区（五島市・南松浦郡））
  - スポーツコース （離島留学制度により、長崎県内外）

- 衛生看護科 - 長崎県立高校の中で唯一五島高校のみに設置されている准看護師を育成する学科。（長崎県全域）

定時制課程 1学科
- 普通科 - 県内離島高校で唯一の定時制課程。修業年限は4年であるが、通信制課程と同時に学ぶ定通併修により3年での卒業が可能。（長崎県全域）

生徒数・教職員数
（2011年（平成23年）4月時点）
- 生徒数 - 全日制課程570名、定時制課程39名
- 教職員数 - 64名

校訓
「向学（磨け知性を）」、「融和（語ろう理想を）」、「進取（燃やせ気魄を）」
スローガン
全日制課程 - 「日本一輝いている高等学校へ～城跡に集う 熱き心を持った若人よ 志を立て 伸ばせ才能 青春の夢叶うまで～」
定時制課程 - 「時を守り 場を清め 礼を正し 来て良かった 行かせて良かった 五高定時制」
校章
中央に校名の「五高」の文字（縦書き、「高」は俗字体のはしご高）を置く。
校歌
作詞は中島哀浪、作曲は松尾政彦による。歌詞は3番まであり、旧制五島中学校校歌や五島高等女学校校歌とともに、同窓会「石城会」のウェブサイトで曲を試聴できる。#外部リンクを参考。
施設
- 校門 – 校舎が福江城（石田城）の跡地にあるため、城の門が校門となっている。第一校門と第二校門がある。
- シンボルツリー - あこう。学校便りのタイトル（「あこう風のたより」）にもなっている。
- プラザ – 円形ステージ、小庭園、池がある。
- メモリアルホール - 300名収容可能のホール。
- セミナーハウス「石城館」 - 学習合宿に利用。
- 特別教室棟 - 1階にトレーニングルーム、2階に軽スポーツ場と美術室がある。
- 寄宿舎 - 他の島出身の生徒やスポーツコースの生徒のために男子寮・女子寮がある。

制服
全日制課程も定時制課程も制服がある。男子は学生服（学ラン）、女子はブレザー、リボン。ジャージの色は学年（入学年度）によって異なる。赤・青・緑の3色。
令和7年度より男女とも紺のブレザーとなる。女子はスラックスも選べる。
リボンやネクタイは青色で、自由に選べる。また、ジャージも全学年共通のものとなる。
同窓会
石田城にちなみ、「石城会」（せきじょうかい）と称している。

## 沿革
旧制中学校（男子校）
- 1898年（明治31年）7月 - 「南松浦郡五島中学校」として設置認可される。
- 1900年（明治33年）- 創立年
  - 4月 - 「長崎県五島中学校」として現在の所在地に開校。定員を250名とする。
  - 5月 - 開校式を挙行。
  - 9月 - 「長崎県立五島中学校」と改称。
- 1947年（昭和22年）4月1日 - 学制改革により新制中学校が併設される（以下、併設中学校）。旧制中学校の2・3年生を収容。旧制中学校としての募集を停止。
- 1948年（昭和23年）4月1日 - 学制改革により「長崎県立五島高等学校」（男子校、新制高等学校）に改称。 旧制中学校および併設中学校第1回卒業生（希望者）を収容。

高等女学校
- 1909年（明治41年）4月 - 「福江村福江女児実業学校」を設立。
- 1910年（明治42年）4月 - 「福江女児実業補習学校」となる。
- 1911年（明治43年）4月 - 「福江実業女学校」と改称。校舎を池田町に移転。
- 1913年（大正2年）3月 - 「南松浦郡立五島実科高等女学校」と改称。（定員150名）
- 1921年（大正10年）3月 - 「長崎県五島高等女学校」となる。
- 1922年（大正11年）4月 - 「長崎県立五島高等女学校」と改称。（定員200名）
- 1934年（昭和9年）6月 - 新校舎が完成。
- 1947年（昭和22年）4月1日 - 学制改革により併設中学校を設置し、高等女学校の2・3年生を収容。高等女学校としての募集を停止。
- 1948年（昭和23年）
  - 3月31日 - 高等女学校が廃止される。
  - 4月1日 - 学制改革により「長崎県立五島女子高等学校」（新制高等学校）となる。高等女学校および併設中学校第1回卒業生（希望者）を収容。

新制高等学校（男女共学）
- 1948年（昭和23年）11月1日 - 長崎県立五島高等学校と長崎県立五島女子高等学校が統合され、「長崎県立五島高等学校」（男女共学）となる。
  - 全日制普通課程（後に普通科）6学級、家庭課程（後に家政科）1学級を設置。
- 1949年（昭和24年）
  - 3月31日 - 併設中学校を廃止。
  - 6月 - 本校に定時制課程を設置。あわせて定時制富江分校を設立。
- 1950年（昭和25年）5月 - 定時制岐宿分校を設立。
- 1951年（昭和26年）10月 - 体育館が完成。
- 1953年（昭和28年）4月15日 - 長崎県教員養成所五島教室が開設。
- 1959年（昭和34年）4月 - 募集定員を普通科270名、家庭科45名とする。
- 1960年（昭和35年）4月 - 旧定時制職員室に図書館が完成。
- 1962年（昭和37年）
  - 3月 - 男子寄宿舎（定員72名）が完成。長崎県教員養成所五島教室の廃止により校舎が移管される。
  - 4月 - 商業科を新設。
  - 10月 - 福江市大火のため、体育館を五島支庁へ、4教室を福江警察署へ貸与。
- 1963年（昭和38年）
  - 3月 - 商業科校舎が完成。
  - 4月 - 第1学年定員を普通科350名、家政科50名、商業科100名とする。
- 1964年 （昭和39年）
  - 4月 - 第1学年定員を普通科400名（前年+50）、家政科50名、商業科100名とする。教室棟（12教室・物理室）が完成。
- 1965年（昭和40年）
  - 3月 - 第1学年定員を普通科350名（前年-50）、家政科50名、商業科150名（前年+50）とする。
  - 4月 - 定時制奈留分校を設立。
  - 9月 - 25mプールが完成。
- 1966年（昭和41年）
  - 3月 - 第1学年定員を普通科300名（前年-50）、家政科100名（前年+50）、商業科150名とする。
  - 4月 - 第2運動場（16,900平方メートル）が完成。
- 1967年（昭和42年）　
  - 3月 - 商業実践室、簿記教室、普通教室が完成。
  - 4月 - 富江分校が長崎県立富江高等学校として、岐宿分校が長崎県立五島南高等学校として分離・独立。
- 1971年（昭和46年）3月 - 新体育館が完成。
- 1973年（昭和48年）
  - 3月 - 体育部室が完成。
  - 4月 - 衛生看護科の設置認可、1学級 定員40名を募集。
- 1974年（昭和49年）　
  - 3月 - 格技場が完成。
  - 4月 - 第1学年定員を普通科8学級（360名）、家政科2学級（90名)、商業科3学級（135名）、衛生看護科1学級（40名）、計625名とする。
  - 6月 - 衛生看護科棟が完成。
- 1976年（昭和51年）4月
  - 長崎県立五島商業高等学校の新設に伴い、家政科・商業科の募集を停止。募集定員を普通科8学級（360名）、衛生看護科1学級（40名）とする。
  - 奈留分校が長崎県立奈留高等学校として分離・独立。
- 1978年（昭和53年）
  - 3月 - 第2グラウンドが完成。
  - 4月 - 家政科・商業科の両学科を廃止し、普通科・衛生看護科の2学科で全校定員1,200名となる。
- 1981年（昭和56年）3月 - 新寄宿舎が完成。
- 1982年（昭和57年）11月 - クラブ室が完成。
- 1983年（昭和58年）3月 - テニスコート、通学路、石田橋が完成。
- 1985年（昭和60年）
  - 3月 - 特別教室棟（図書館・視聴覚室等）、セミナーハウス棟が完成。
  - 4月 - 第1学年定員を普通科7学級（315名）、衛生看護科1学級（40名）、計355名とする。
- 1986年（昭和61年）3月 -シャワー室が完成。
- 1990年（平成2年）　
  - 8月 - サーキットトレーニング場が完成。
  - 12月 - 情報処理室（パソコン室）が完成。
- 1993年（平成5年）2月 - 第2グラウンドを改修。
- 1997年（平成9年）
  - 1月 - 校舎新築のため、仮設校舎へ移転。
  - 2月 - 旧校舎お別れ式を挙行。
- 1998年（平成10年）
  - 4月 – 第1学年定員を普通科6学級（240名）、衛生看護科1学級（40名）、計280名とする。
  - 9月 - 新校舎が完成。
- 1999年（平成11年） 
  - 10月 - 五島高校定時制創立50周年記念式典を挙行。
  - 11月 - 新体育館・部室が完成。
- 2000年（平成12年）
  - 2月 - 創立100周年記念事業「校訓碑」除幕式を挙行。
  - 5月 - 記念碑「洋」除幕式を挙行。
  - 8月 -「五島盛光公胸像」除幕式を挙行。
  - 10月 - 創立100周年記念式典を挙行。
  - 11月 - 第1グラウンドを改修。
- 2001年（平成13年）
  - 2月 - テニスコートを改修。
  - 4月 - 第1学年定員を普通科5学級（200名）、衛生看護科1学級（40名）、計240名。
- 2003年（平成15年）4月
  - スポーツコース（普通科）を設置し、離島留学制度を開始。第1学年定員を普通科5学級（200名）、普通科スポーツコース（20名程度）、衛生看護科1学級（40名）、計260名程度とする。
- 2004年（平成16年）11月 - 特別教室棟（トレーニング場）を改修。
- 2008年（平成20年）3月 - 男子駐輪場一部を増設。
- 2009年（平成21年）
  - 1月 – 大学入試センター試験が長崎県の離島でも実施されるようになり、五島市では五島高等学校が会場となる。運営は長崎大学。[10]
  - 3月 - 第2グラウンドを改修。
- 2010年（平成22年）
  - 8月21日 - 創立110周年記念事業の一環として、セミナーハウス（石城館）内に校史資料室を設置。
  - 10月9日 - 創立110周年記念式典を挙行。「躍進　～夢を紡ぐ城跡（まなびや）～」をスローガンに田原総一朗の講演会等が行われた。

## 学校行事
全日制課程
3学期制
1学期
- 4月 - 始業式、入学式、対面式、入寮式、新入生宿泊研修（2泊3日、国立諫早少年自然の家）、スポーツコース集会
- 5月 - ふるさと散策、中間考査、PTA総会
- 6月 - 高総体、石田城お濠の清掃、生徒会役員選挙、プール実習（スポーツコース）
- 7月 - 期末考査、マリンスポーツ実習（スポーツコース1・2年）、前期施設実習（衛生看護科1年）、校内球技大会、終業式、夏季休業、夏季補習、オープンスクール
- 8月 - 高3学習合宿（5泊6日）、平和学習（9日 長崎原爆の日）

2学期
- 8月中旬（お盆明け） - 始業式、五高祭（文化祭）
- 9月 - 体育祭（赤・青・黄の3色で競う、令和７年度より春に移動）、中間考査
- 10月 - 福江みなと祭り「五高ねぶた」への参加、衛生看護科戴帽式・病院実習（衛生看護科2年）、芸術鑑賞会
- 11月 - 高総体駅伝、県総文祭、期末考査
- 12月 - 高2修学旅行、高1芸術科発表会、終業式

3学期
- 1月 - 始業式、大学入試センター試験、スポーツコース卒業発表会、下五島地区高等学校百人一首大会（五島・五島南・五島海陽・奈留で競う）、校旗施設実習（衛生看護科1年）
- 2月 - 高校推薦入試、マラソン大会（男子10km、女子6km）、高1・2地域清掃ボランティア、生徒総会、学年末考査、同窓会入会式
- 3月 - 卒業式、校内球技大会、終業式（修了式）

定時制課程
3学期制
1学期
- 4月 - 始業式、入学式、第1回基礎学力考査、歓迎遠足
- 5月 - 中間考査
- 6月 - 創立記念日（1日）、定通（定時制通信制）体育大会
- 7月 - 期末考査、校内スポーツ大会、校内生活体験発表会、二輪車安全運転講習会、終業式
- 8月 - 平和を考える日（9日 長崎原爆の日）

2学期
- 9月 - 始業式、第2回基礎学力考査、福江島探訪　
- 10月 - 中間考査、介護講習会、生徒総会
- 11月 - 介護ボランティア、体育祭
- 12月 - 期末考査、校内スポーツ大会、終業式

3学期
- 1月 - 始業式、第3回基礎学力考査、学年末考査（4年）、卒業生を送る会
- 2月 - 校内マラソン大会、学年末考査（3年定通併修生）
- 3月 - 卒業式、学年末考査、校内スポーツ大会、終業式（修了式）

## 部活動
全日制課程
運動部が14部、文化部が13部ある。文化部では、百人一首かるた部（3年連続）、音楽部吹奏楽（初出場）の全国高校総合文化祭へ出場、県教育委員会より文化活動推進校に指定された。また運動部では、駅伝男子、柔道男女、剣道男女とも県教育委員会によりジュニアスポーツ拠点校となった。
体育部
- 陸上部
- ソフトテニス部（男・女）
- 卓球部
- バレーボール部（男・女）
- バスケットボール部（男・女）
- 野球部
- サッカー部
- 剣道部
- 柔道部
- 体操部
- バドミントン部

文化部
- 新聞部
- 写真部
- 美術部
- 放送部
- 吹奏楽部
- イラストレーション部
- 茶道部
- 百人一首かるた部
- インターアクト部
- パソコン部
- 科学部

定時制課程
体育部
- バスケットボール部（男）
- バドミントン部（男・女）

文化部
- 情報処理部

## 著名な出身者
- 川崎義通（元プロ野球選手）
- 虎島和夫（元防衛庁長官）
- 中村愛（テレビ長崎アナウンサー・ディレクター）
- 初村滝一郎（元労働大臣）
- 藤原謙次（元ローソン社長、元ファンケル社長）
- 山田正彦（元農林水産大臣）
- 針崎勝大（音楽家、作曲家、歌手）
- 出口倫子（ガールズケイリン選手）

## アクセス
九州本土から福江島まで
飛行機
- 福江空港 - 長崎空港から約30分、福岡空港から約45分

フェリー・高速船
- 福江港 - 博多港からフェリーで約9時間半、長崎港からフェリーで約3時間、高速船で約1時間25分。

福江島内
最寄りのバス停
- 五島自動車（五島バス）「五島高校前」バス停

最寄りの国道・県道
- 国道384号
- 長崎県道165号大浜福江線（長崎県の県道一覧を参考。）
- 長崎県道63号福江空港線
- 長崎県道162号河務福江線
- 長崎県道49号福江富江線

## 周辺
官公署
- 五島市役所
- 五島振興局
- 五島市消防本部五島市消防署
- 五島警察署

郵便局・金融機関
- 福江郵便局
- 福江港郵便局
- 十八親和銀行福江支店
- 十八親和銀行福江中央支店
- 福江信用組合
- ごとう農業協同組合福江支店

学校・保育施設
- 長崎県立五島海陽高等学校
- 五島市立福江小学校
- 双葉幼稚園
- 文化保育園

歴史
- 五島邸
- 福江城（石田城）跡
- 五島観光歴史資料館

その他
- 福江港
- 福江川
- 九州電力福江発電所

## 参考資料
- 「石田城 長崎県立五島高等学校創立70周年記念号」（1970年（昭和45年）11月, 石田城編集委員会・長崎県立五島高等学校）
- 「石田城 長崎県立五島高等学校創立80周年記念号」（1980年（昭和55年）11月, 石田城編集委員会・長崎県立五島高等学校）
- 「石田城 長崎県立五島高等学校創立90周年記念号」（1990年（平成2年）9月, 石田城編集委員会・長崎県立五島高等学校）
- 「石田城 長崎県立五島高等学校創立100周年記念誌」（2001年（平成13年）3月, 長崎県立五島高等学校）
- 「石田城躍進 長崎県立五島高等学校創立110周年記念誌」（2011年（平成23年）1月, 長崎県立五島高等学校）